# Cybocephalus binotatus
Cybocephalus binotatus is een keversoort uit de familie Cybocephalidae. De wetenschappelijke naam van de soort is voor het eerst geldig gepubliceerd in 1908 door Grouvelle.